# Sai Kaleshwar

Sai Kaleshwar

Sai Kaleshwar (für seine Anhänger: Sri Kaleshwar; * 8. Januar 1973 in Madhavaram, Andhra Pradesh, Indien; † 15. März 2012 in Bangalore;  Geburtsname: Kaleshwar Anupati) war ein hinduistischer Guru in der Linie von Shirdi Sai Baba. Sein Ashram befindet sich in Penukonda.

## Leben
Kaleshwars Vater Subaraiyadu arbeitete als Professor; er und seine Frau Subbamma zogen Kaleshwar zusammen mit seinem älteren Bruder und seinen drei Schwestern in der Tradition des Hinduismus auf.
Als Schüler verrichtete Kaleshwar häufig seine Schularbeiten in der Abgeschiedenheit eines verlassenen Tempels. Dabei soll er eine prägende Begegnung mit einem Bettler erlebt haben, den er später auf einem Foto als den verstorbenen berühmten Heiligen Shirdi Sai Baba wiedererkannte.  Nach eigenen Angaben begann er, diesen in seinen Träumen zu sehen und seine Stimme zu hören; dabei sei ihm im Alter von 14 Jahren empfohlen worden, nach Shirdi zu gehen, in das Dorf Sai Babas. Anschließend begann er, spirituelles Wissen des Hinduismus aus historischen Palmblattbüchern zu studieren und entwickelte daraus seine eigenen Lehren und Techniken mit Mantras und Yantras, die im Rahmen der Soul University weitergegeben werden.
Aus Gehorsam gegenüber seinen Eltern absolvierte Kaleshwar ein Studium der Chemie, Biologie und Botanik. Nach dem erfolgreichen Abschluss zog er jedoch als Bettelmönch durch ganz Indien, besuchte Kraftplätze und versuchte, sein spirituelles Wissen zu erweitern. 1993 gründete er im südindischen Dorf Penukonda, unweit der Millionenstadt Bangalore, einen Ashram und unterstützt in zahlreichen Hilfsprojekten die Bevölkerung der Gegend.
Die „Open International University of Complementary Medicine“ verlieh Kaleshwar den Ehrendoktortitel für angebliche herausragende humanitäre Leistungen.
Kaleshwar verfasste zahlreiche Bücher und Manuskripte, die zum Teil in deutscher Übersetzung erschienen; er beschäftigte sich auch mit der mystischen indischen Architektur-Lehre Vaastu. Er starb am 15. März 2012 in einem Krankenhaus in Bangaluru an einem schweren Leber- und Nierenleiden.